# 让-勒内·富尼耶
让-勒内·富尼耶（法語：Jean-René Fournier，法語發音：[ʒɑ̃ ʁəne fuʁnje]；1957年12月18日—），瑞士政治人物，2007-2019年间为聯邦院议员，并于其间的2018年-2019年任聯邦院主席。